# Sitty Navarro
Sitti Katrina Baiddin Navarro-Ramirez (Manilla, 29 november 1984) is een Filipijns zangeres. Ze zingt een combinatie van popmuziek met bossanova. Ze begon in 2006 met zingen, en bracht in 2007 haar debuutalbum Café Bossa uit onder haar artiestennaam Sitty. Ze verscheen ook in enkele films als zichzelf. Navarro heeft twee kinderen.

## Discografie
- Café Bossa (2006)
- My Bossa Nova (2007)
- Sitti in the Mix: The Dense Modesto Remixes (2007)
- Ngayong Pasko (2008)
- Contagious (2009)
- Sessions (2011)
- Bossa Covers (2012)
- Bossa Love (2014)

## Filmografie
- ASAP (2006)
- Pinoy Dream Academy (2006-2007)
- Ysabella (2007)
- Squalor (2009)
- Showtime (2010)
- Angelito (2012)
- Unang Hirit (2016)